# Sol Estevanez
Sol Nazarena Estevanez (Buenos Aires, 31 de agosto de 1978) es la más chica del clan Estevanez, es una actriz argentina que empezó a tener más relevancia luego de interpretar a Ángeles Green en Dulce Amor.

## Biografía
Sol es la menor de sus hermanos Sebastián Estevanez y Diego Estevanez, hija del famoso productor, actor y guionista Enrique Estevanez y de Mónica Cuomo, es prima del actor Hernán Estévez. Aunque sus padres se separaron cuando ella era adolescente terminaron en perfectas condiciones, tan bien que se siguen juntando y pasando fiestas juntos.
Sol a protagonizado diversos escándalos amorosos donde se la relacionaron con Segundo Cernadas, en su momento compañero de elenco, ya que se los veía muchas veces juntos fuera de trabajo y de forma mimosa, Matías Santoiani, Matías Alé, etc. También por sus lujosas compras junto a su amiga Wanda Nara y sus polémicas declaraciones como "No se cocinar nada" y "No soy una chica touch and go". Por un tiempo sufrió ataques de ansiedad, pero luego de ser tratada lo logró superar.
Sol también ha sido invitada en distintos desfiles para modelar, algunos de ellos eran a beneficio. Ha participado de diversos programas/entrevistas como: Gracias por venir, gracias por estar, Susana Giménez, Mi hombre puede, ¿Qué fue primero, el huevo o la gallina?, Escape perfecto, Morfi, todos a la mesa, Pampita online, entre otros.
Sol vive actualmente con su familia en Argentina, aunque pasa algunos meses fuera del país en distintas partes del mundo, últimamente estuvo mucho tiempo viviendo en París Francia, pero ella dijo que no se iría a vivir ahí para siempre pero que le encanta.

## Vida personal
Sol fue la primera de sus hermanos en casarse y separarse. Se casó en 2005, luego de tres años de relación con el extenista Mariano Puerta, a quien acompañó y apoyó durante años, y lo terminó en 2009 luego de que el la engañó, según confesó Estevanez en una nota. 
A fines de 2010 tuvo un mini amorío con Matías Alé, se los veía en algunos lugares juntos y cuando les preguntaban sobre el otro al principio lo negaban, pero luego no dudaron en hablar. En 2013 conoció a Miguel Avramovic, jugador de rugby, quien meses antes era el novio de su excompañera de elenco Mercedes Oviego. Se conocieron en un boliche, después fueron a desayunar juntos a una estación de servicio y ahí dijo Sol que fue donde se enamoró de él. Ella lo acompañó a la boda de su hermana en Francia y se tomaron unas vacaciones por la costa de allá, el también la acompañó a los premios Martín Fierro, pero la relación duró menos de un año.
Ya en 2015 conoció a Mariano Nito Uranga. Todo empezó porque él le mandaba solicitudes de amistad en Facebook hasta que un día Sol lo aceptó, en ese momento ambos estaban en Estados Unidos entonces Nito aprovechó y le mando, al principio ella no quería saber nada porque ni lo conocía, pero como ambos eran amigos de María Emilia Fernández Rousse (una de Las Trillizas de Oro) Sol se ablandó un poquito y aceptó tener una cena con él y más amigos en Miami, cena a la que asistió María Emilia por supuesto. Luego de 2 años de noviazgo, un día de octubre de 2016 vuelve Nito de Canadá y Sol de grabar Heidi, mientras el arregla sus tacos la llama a ella que estaba en la cocina y le pregunta "Nada estaba pensando y quería ver si te gustaría casarte conmigo?" Fue todo tan natural que su reacción fue "Para, vos me estas proponiendo casamiento boludo o no? No entiendo!". La pareja se casó por civil el 9 de marzo y el 1 de abril de 2017 tuvieron la ceremonia religiosa con una gran fiesta que duró 13hs y contaron con 500 invitados, entre ellos había personajes de lujo. En 2018 se dio a conocer que la pareja estaba en la dulce espera. Luego de un embarazo difícil en la que lo paso mal, ya que se descomponía constantemente, su hija Inda María Uranga nació el 20 de febrero del 2019.

## Carrera
A Sol le gusta actuar y bailar desde que es muy pequeña, siempre estuvo ligada con el arte y cada año se iba profesionando más. Cuando terminó la secundaria estudió abogacía, carrera que no terminó porque sintió que eso no era lo suyo. De chica hizo obras de teatro, pero su carrera despegó en el año 2000 cuando interpretó a Lili en Los Médicos De Hoy. Cuando se casó con el extenista decidió dejar todo por acompañarlo a sus viajes de trabajo por el mundo. Ya separada y luego de abandonar la carrera por 7 años, volvió a la televisión con la novela Herencia De Amor. En 2012 al 2013 se vino el primer papel más importante de Sol, hacia de Angeles Green, la villana de Dulce Amor, acá afrontó un gran desafío de ser la mala y loca de la exitosa novela Argentina. También protagonizó Camino al amor junto a su co-protaconista Juan Darthes donde hacía de Gina.
La última vez que la vimos actuando fue en 2017 interpretando a Rita en la serie de Nickelodeon Heidi, Bienvenida a casa, la cual ahora está en Netflix.

## Televisión
| Año       | Título                   | Personaje               | Canal           | Notas                  |
| --------- | ------------------------ | ----------------------- | --------------- | ---------------------- |
| 2000      | Los médicos de hoy       | Lili                    | El Trece        | coprotagonista         |
| 2001      | PH, propiedad horizontal |                         | Azul Televisión | Participación especial |
| 2002      | Maridos a domicilio      | Margarita               | Azul Televisión | Elenco de reparto      |
| 2009-2010 | Herencia de amor         | Belén Reyes             | Telefe          | Secundaria             |
| 2011      | Decisiones de vida       | Laura                   | Canal 9         | Cap. 7 "Repatriados"   |
| 2011      | Adictos                  | Marta                   | Canal 10        | Cap. 11 "TKM"          |
| 2012-2013 | Dulce amor               | Ángeles "Angie" Green   | Telefe          | Antagonista            |
| 2014      | Camino al amor           | Gina Colucci/Gina Levin | Telefe          | Protagonista           |
| 2016      | Todos comen              | Antonella Leguizamón    | Canal 3         | Recurrente             |
| 2017      | Heidi, bienvenida a casa | Rita                    | Nickelodeon     | Secundaria             |